# Emmy Noether

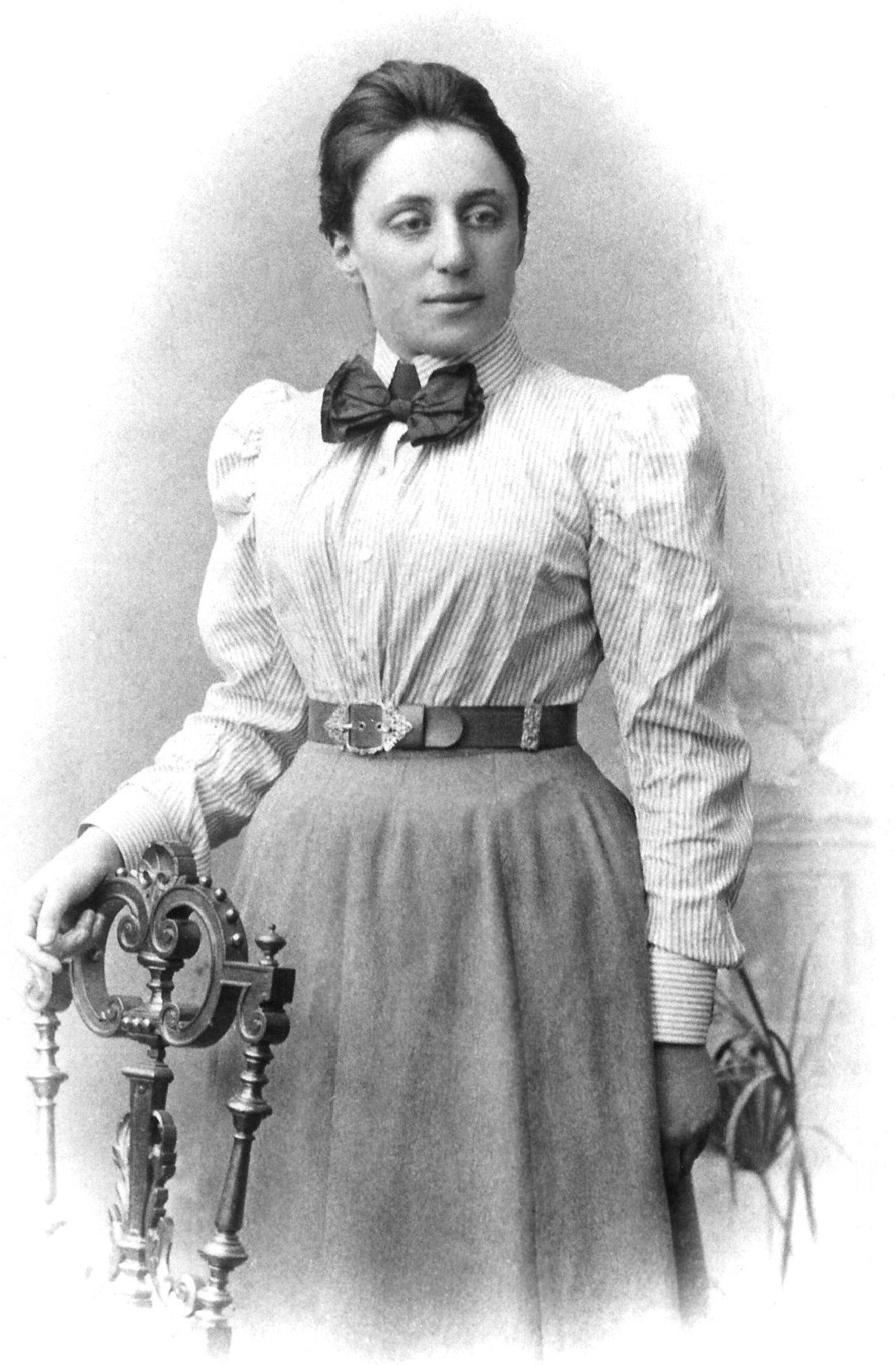
Emmy Noether op een onbekende datum voor 1910

Amalie Emmy Noether (Erlangen (Duitsland), 23 maart 1882 – Bryn Mawr (Verenigde Staten), 14 april 1935) was een Duitse wiskundige van Joodse afkomst. Haar werk op het gebied van de abstracte algebra heeft de gehele algebra een nieuw aanzien gegeven. Ze wordt gerekend tot de beste vrouwelijke wiskundigen en ook Albert Einstein was vol lof over haar.

## Inleiding
Noether staat bekend om haar baanbrekende bijdragen aan de abstracte algebra en de theoretische natuurkunde. Ze werd door David Hilbert, Albert Einstein en anderen als de belangrijkste vrouw in de geschiedenis van de wiskunde beschouwd. Noether veroorzaakte een revolutie in de theorieën van ringen, lichamen of velden en algebra en wordt beschouwd als de grondlegster van de abstracte algebra. In de theoretische natuurkunde verklaart de stelling van Noether de fundamentele verbinding tussen symmetrie en behoudswetten.
Noether werd geboren in een Joods gezin. Haar vader was de vooraanstaande wiskundige Max Noether. Emmy was oorspronkelijk van plan om docente Frans en Engels te worden. Zij behaalde dan ook diploma's om les te mogen geven op Beierse middelbare scholen. Vervolgens besloot ze echter wiskunde te gaan studeren aan de Universiteit van Erlangen, het instituut waar ook haar vader als hoogleraar aan verbonden was. Na afronding van haar dissertatie in 1907 onder toezicht van Paul Gordan, was zij gedurende zeven jaar zonder betaling bij het Mathematisch Instituut van Erlangen werkzaam. Enige uitzonderingen daargelaten was het vrouwen aan het begin van de 20e eeuw nog verboden academische posities in te nemen. In 1915 werd Noether door David Hilbert en Felix Klein uitgenodigd om de wiskundefaculteit van de Universiteit van Göttingen te komen versterken, destijds een wereldberoemd centrum van wiskundig onderzoek. De filosofische faculteit maakte echter bezwaar. Gedurende vier jaar gaf Noether colleges onder Hilberts naam. Haar habilitatie werd in 1919 goedgekeurd. Daarna verkreeg zij de titel Privatdozent.
Tot de machtsovername door Hitler in 1933 zou Noether een vooraanstaand lid van de wiskundefaculteit in Göttingen blijven; haar studenten werden soms de "Noether-jongens" genoemd. In 1924 trad de Nederlandse wiskundige B.L. van der Waerden toe tot haar inner circle. Hij werd al snel de belangrijkste uitlegger van Noethers ideeën: haar werk was de basis voor het tweede deel van zijn invloedrijke boek uit 1931, Moderne Algebra. Tegen de tijd van Noethers plenaire toespraak op het Internationaal Wiskundecongres in Zürich in 1932 werd haar algebraïsche inzicht over de gehele wereld erkend. Het volgende jaar besloot de aantredende nazi-regering alle aan Duitse universiteiten werkzame Joden te ontslaan. Noether verhuisde naar de Verenigde Staten, waar zij aan het Bryn Mawr College in Pennsylvania benoemd werd. Twee jaar later moest zij een riskante operatie aan een eierstokcyste ondergaan. Aan de gevolgen hiervan overleed zij vier dagen na de operatie op 14 april 1935 op 53-jarige leeftijd.
Noethers wiskundige werk wordt wel in drie 'perioden' verdeeld. In de eerste periode (1908-1919) leverde zij haar belangrijke bijdragen aan de theorieën met betrekking tot algebraïsche invarianten en getallenlichamen. Haar werk over differentiële invarianten in de variatierekening, de 'stelling van Noether', is wel "een van de belangrijkste wiskundige stellingen ooit bewezen die richting hebben gegeven aan de ontwikkeling van de moderne natuurkunde" genoemd. In de tweede periode (1920-1926) begon zij het werk dat "het aangezicht van de [abstracte] algebra veranderde". In haar klassieke artikel Idealtheorie in Ringbereichen (Theorie van idealen in ringdomeinen, 1921) ontwikkelde Noether de theorie van de idealen in commutatieve ringen tot een krachtig instrument met verreikende toepassingen. Zij maakte een elegant gebruik van de oplopende ketenvoorwaarde. Objecten die aan deze voorwaarde voldoen, worden ter harer ere Noethers genoemd. In de derde periode (1927-1935) publiceerde zij belangrijke werken over niet-commutatieve algebra en hypercomplexe getallen. Zij verenigde de representatietheorie van groepen met de theorie van de modulen en idealen. Naast haar eigen publicaties was zij genereus in het delen van haar ideeën. Zij wordt gecrediteerd met verschillende onderzoekslijnen die door andere wiskundigen werden gepubliceerd, ook in gebieden die ver verwijderd lagen van haar belangrijkste werk, zoals de algebraïsche topologie.

## Biografie

### Vader
Emmy's vader Max Noether werd in 1844 in Mannheim geboren. Op zijn veertiende kreeg hij kinderverlamming, met als gevolg dat hij de rest van zijn leven aan één been gehandicapt zou blijven. Hij studeerde wiskunde aan de vermaarde universiteit van Heidelberg. Hij werkte nog enige jaren als privaatdocent in Heidelberg, voor hij in 1875 naar de universiteit van Erlangen, nabij Neurenberg in Beieren, ging om daar als assistent-hoogleraar te werken. In 1888 kreeg hij ten slotte een volledig hoogleraarschap. Hij was een van de leidende figuren binnen de algebraïsche meetkunde van die tijd; hij deed veel onderzoek naar invarianten van algebraïsche variëteiten onder de werking van birationale transformaties, voortbouwende op het werk van onder meer Bernhard Riemann en Luigi Cremona.

### Jeugd
Emmy werd op 23 maart 1882 in Erlangen geboren. Ze was het eerste kind van Max en diens vrouw Ida Kaufman, beiden van Joodse origine. Emmy zou nog drie broers krijgen: Alfred, Fritz en Gustav Robert. Van 1889 tot 1897 ging Emmy naar de Höhere Töchter Schule in Erlangen, waar ze naast onderwijs in rekenkunde ook Duits, Engels en Frans kreeg. Thuis leerde ze piano spelen, maar in tegenstelling tot haar moeder blonk ze hier niet in uit. Wel hield ze erg van dansen en verder was ze gek op feesten met de kinderen van haar vaders collega's. Na haar school besloot ze verder te leren voor lerares vreemde talen. Ze studeerde nog drie jaar Engels en Frans en in april 1900 deed ze met succes het Beiers staatsexamen voor beide talen, waarna ze mocht lesgeven op de Beierse meisjesscholen.

### Wiskundestudie
Voor ze als lerares aan de slag zou gaan, besloot Emmy, net als haar broer Fritz, echter wiskunde te gaan studeren. Dat was voor een vrouw in het Duitsland van 1900 geen gebruikelijke keuze: in de meeste andere Europese landen mochten vrouwen al enige decennia aan een universiteit studeren, maar in Duitsland moest een vrouw per college van de hoogleraar toestemming krijgen om aanwezig te mogen zijn en deze toestemming werd lang niet altijd gegeven. Emmy mocht echter, wellicht dankzij de invloed van haar vader, colleges in Erlangen volgen als toehoorder. Haar examens moest ze echter aan het Realgymnasium te Neurenberg afleggen.
In 1903 ging zij naar Göttingen, waar ze colleges volgde van beroemde wiskundigen als Hermann Minkowski, Felix Klein en David Hilbert. Het jaar erop keerde Noether echter weer terug naar Erlangen, omdat het daar nu voor vrouwelijke studenten mogelijk was geworden examens te doen. Drie jaar later, in 1907, promoveerde zij summa cum laude bij Paul Gordan.

### Periode 1907-1915
Na haar promotie bleef Noether aan de universiteit van Erlangen werken. Ze ondersteunde haar vader, die steeds meer last van zijn lichamelijke gebreken begon te krijgen, en verving hem geregeld bij colleges. Tijdens deze periode in Erlangen deed ze ook veel onderzoek in de invariantentheorie. Hiernaast begeleidde ze twee promovendi bij hun proefschrift. Ze werd rond deze periode gevraagd als lid van de Duitse Mathematische Vereniging.

### Periode in Göttingen
In 1915, nadat haar moeder was overleden, ging Noether naar Göttingen. In Erlangen had ze al die tijd onbetaald gewerkt, maar in Göttingen probeerden Felix Klein en David Hilbert, de twee meest vooraanstaande wiskundigen in Göttingen, iets beters voor haar te regelen. Daartoe moest ze een voordracht houden, zodat ze aangesteld kon worden als privaatdocent. De universiteit stak daar echter een stokje voor: volgens een wet uit 1908 mochten vrouwen geen privaatdocent worden. Het waren vooral de filosofische en de historische faculteit die tegen Noethers aanstelling waren. Hilbert mengde zich in de discussie door te zeggen: "Ik zie niet in waarom het geslacht van iemand een argument is tegen haar aanstelling. We zijn hier tenslotte een universiteit en geen kleedkamer van een badhuis." Toch bleef Noether in Göttingen werken en lesgeven. De lessen die ze gaf, werden onder de naam van Hilbert gegeven. Dit was niet eens zo ver naast de waarheid: Noether en Hilbert werkten in deze periode veel samen en bovendien zou het nog jaren duren voordat Noether zich had ontwikkeld tot de grote wiskundige die ze zou worden.
Vanaf het midden van de jaren twintig ontstond er in Göttingen een groep wiskundigen die ook buiten de wiskunde veel samen deed, zoals deelnemen aan muziekavonden of bootexcursies. Vaak hadden ze lange discussies over zowel wiskundige als niet-wiskundige onderwerpen bij het zwembad van Fritz Klie. Naast Noether was Richard Courant, de directeur van de mathematische faculteit de belangrijkste persoon binnen de groep. Verder behoorden ook mensen als de topologen Pavel Aleksandrov, Heinz Hopf en in een later stadium Hermann Weyl tot deze groep.
Vanaf 1919 mocht Noether onder eigen naam lesgeven, eerst onbezoldigd. Vanaf 1922 kreeg ze een (schamele) toelage.
Noether was een zeer sociaal persoon en wist veel andere wiskundigen te stimuleren. Veel van haar eigen onderzoek werd gepubliceerd onder de naam van haar collega's en studenten.

### Bezoek aan Moskou

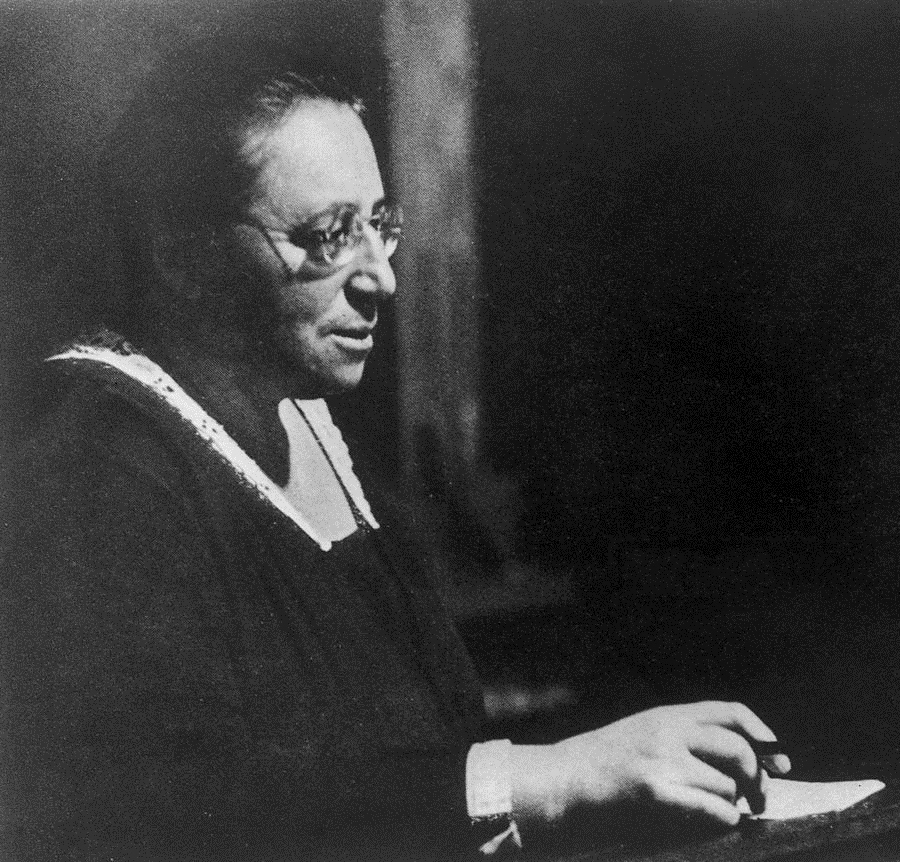
Noether rond 1930

In de winter van 1928-1929 accepteerde Noether een uitnodiging van de Staatsuniversiteit van Moskou, waar zij haar werk met Pavel Aleksandrov voortzette. Naast haar onderzoek gaf zij ook colleges in de abstracte algebra en de algebraïsche meetkunde. Zij werkte er onder andere met de topologen Lev Pontryagin en Nikolai Chebotaryov, die haar bijdragen aan de ontwikkeling van de Galoistheorie later prezen.
Hoewel de politiek in haar leven niet centraal stond, had Noether een levendige belangstelling voor politieke zaken. Volgens Aleksandrov demonstreerde Noether aanzienlijke steun voor de Russische Revolutie (1917). Ze was bijzonder in haar sas met de Sovjetvooruitgang in de natuurwetenschap en de wiskunde. Zij beschouwde dit als een indicatie van de nieuwe kansen die mogelijk werden gemaakt door het bolsjewistische project. Deze houding bezorgde haar in Duitsland echter problemen, met als hoogtepunt haar uitzetting uit een pension, nadat studentenleiders hadden geklaagd niet in eenzelfde gebouw te willen wonen als "een marxistisch georiënteerde Jodin".
Noether was van plan om naar Moskou terug te keren, waarbij zij steun van Aleksandrov kreeg. Nadat zij in 1933 Duitsland verliet probeerde Aleksandrov haar aan een leerstoel aan de Staatsuniversiteit van Moskou te helpen. Hij pleitte hiervoor bij het Sovjetministerie van Onderwijs. Hoewel deze poging geen succes werd, correspondeerden zij tijdens de jaren 1930 regelmatig met elkaar. In 1935 maakte Noether plannen voor een bezoek aan de Sovjet-Unie. Na het verliezen van zijn baan in Duitsland accepteerde haar broer, Fritz Noether, een positie aan het Instituut voor Wiskunde en Mechanica in Tomsk, in het Siberische deel van Rusland.

### Laatste jaren in Bryn Mawr
In januari 1933 kwam Adolf Hitler aan de macht in Duitsland. Dit had al snel grote gevolgen voor de Joodse medewerkers van de universiteiten. Sommigen, zoals Courant, werden ontslagen, anderen werd het lesgeven moeilijk gemaakt door pro-nazi studenten. Onder deze studenten was Werner Weber, die bij Noether was afgestudeerd. Zij meenden dat 'arische studenten arische wiskunde en geen Joodse wiskunde' wilden. Noether probeerde de situatie te negeren en door te gaan met de wiskunde, maar in de zomer van 1933 werd haar aanstelling, net als die van alle andere Joodse medewerkers, beëindigd.
Ze kreeg aanbiedingen van onder meer de Somerville College in Oxford en de universiteit van Moskou, maar koos ervoor om naar Bryn Mawr College te gaan, een universiteit alleen voor vrouwen, in Pennsylvania in de Verenigde Staten. Dit was een compleet nieuwe situatie voor Noether: niet alleen waren haar collega's en studenten allemaal vrouwen, maar voor het eerst had ze een officiële, vaste aanstelling. Dit in tegenstelling tot Göttingen, waar ze slechts 'buitengewoon assistent hoogleraar' was. De nieuwe situatie beviel Noether buitengewoon goed en ze raakte zeer goed bevriend met een aantal van haar collega's uit Bryn Mawr.
In de zomer van 1934 keerde ze nog eenmaal terug naar Duitsland, waar ze ontdekte dat de situatie in Göttingen door o.a. het door de nazi's tot overheidsbeleid gemaakte racisme totaal was veranderd sinds haar vertrek een jaar eerder. Bijna al haar vroegere vrienden en collega's hier waren inmiddels vertrokken met als grote uitzondering David Hilbert die met de nieuwe situatie ook niet gelukkig was. Ook bezocht ze Emil Artin in Berlijn. Met Artin maakte ze vaak lange wandelingen, tijdens welke Noether Artin haar wiskundige inzichten vertelde. Omdat Noether nogal snel praatte, moest ze het vaak meerdere keren uitleggen eer Artin het begreep. Niet lang nadat ze naar Amerika was teruggekeerd, werd ze lid van de American Mathematical Society en lector aan het later wereldberoemd geworden Institute for Advanced Study in Princeton.

### Overlijden
In april 1935 ontdekten artsen een tumor in Noethers bekken. Hieraan moest zij dringend worden geopereerd. Bezorgd over de mogelijke complicaties van een operatie schreven zij eerst twee dagen bedrust voor. Tijdens de operatie op 10 april ontdekte de chirurg een eierstokcyste "ter grootte van een meloen". Twee kleinere tumoren in haar uterus leken goedaardig en werden niet verwijderd, ook om te voorkomen dat de operatie te lang zou duren. Eerst leek Noether normaal te herstellen. Vier dagen later, op 14 april, raakte zij echter bewusteloos, haar temperatuur steeg snel tot bijna 43 °C. Kort daarna stierf Emmy Noether. "Het is niet gemakkelijk om te zeggen wat er precies gebeurde in Dr. Noether," schreef een van de artsen. "Het is mogelijk dat er sprake was van een gewone en virulente infectie die de basis van de hersenen, waar zich de warmtecentra bevinden, aantastte."
De wiskundige wereld reageerde geschokt, vooral omdat Noether slechts een paar vrienden over haar ziekte had verteld. Een paar dagen na Noethers dood hielden haar vrienden en collega's op Bryn Mawr een kleine herdenkingsdienst in het huis van College President Marion Edwards Park. Hermann Weyl en Richard Brauer kwamen vanuit Princeton en spraken met Wheeler en Taussky over hun overleden collega. In de maanden die volgden verschenen op verschillende plaatsen in de wereld een aantal necrologieën. Onder andere Albert Einstein, Bartel van der Waerden, Hermann Weyl en Pavel Aleksandrov gaven blijk van hun respect voor Emmy Noether.
Naast complimenten over haar eerlijkheid en vrolijkheid, benadrukte Weyl ook dat ze "grof gebouwd" en "luid van stem" was en dat de "gratiën niet aan haar wieg hadden gestaan". Noether gaf weinig om kleding en uiterlijkheden.
Haar lichaam werd gecremeerd en haar as werd onder het wandelpad begraven dat zich uitstrekte rondom de kloostergang van de M. Carey Thomas Library aan Bryn Mawr.

## Bijdragen aan de wis- en natuurkunde
Eerst en vooral herinneren wiskundigen zich Noether als een abstract algebraicus en vanwege haar werk in de topologie. Natuurkundigen kennen haar het best door haar beroemde stelling; dit vanwege de verstrekkende gevolgen van deze stelling voor de theoretische natuurkunde en dynamische systemen. Noether had een groot talent voor abstract denken, dat het haar mogelijk maakte om wiskundige problemen op nieuwe en originele manieren te benaderen. Haar vriend en collega Hermann Weyl verdeelde haar wetenschappelijke productie in drie tijdperken:
"Emmy Noethers wetenschappelijke productie valt op te delen in drie duidelijk verschillende periodes:
1. de periode van relatieve afhankelijkheid (1907-1919);
2. onderzoek gegroepeerd rond de algemene theorie van idealen (1920-1926);
3. de studie van de niet-commutatieve algebra's, hun representaties door lineaire transformaties en de toepassing daarvan op de studie van commutatieve getallenlichamen en hun rekenkundige bewerkingen (1927-1935)."[3]

In de eerste periode (1907-1919) hield Noether zich voornamelijk met differentiële en algebraïsche invarianten bezig. Deze belangstelling begon met haar proefschrift onder begeleiding van Paul Gordan. Als gevolg van nauwe samenwerking met Gordans opvolger, Ernst Sigismund Fischer, maakte zij kennis met het werk van David Hilbert. Onder diens invloed verbreedde haar wiskundige horizon zich in meer algemene en abstracte richting. Na haar verhuizing naar Göttingen in 1915 produceerde zij daar haar baanbrekende werk op het gebied van de theoretische natuurkunde, de twee stellingen van Noether.
In de tweede periode (1920-1926) wijdde Noether zich aan de ontwikkeling van de theorie van de wiskundige ringen.
In de derde periode (1927-1935) focuste Noether zich op de niet-commutatieve algebra, lineaire transformaties, en commutatieve getallenlichamen.

### Historische context
In de eeuw vanaf 1832 tot aan de dood van Noether in 1935 onderging de wiskunde - en meer specifiek de algebra - een diepgaande revolutie, waarvan de nagalm nog steeds voelbaar is. Beperkten wiskundigen zich in voorgaande eeuwen tot onderzoek aan praktische methoden voor het oplossen van specifieke typen van vergelijkingen, zoals derde-, vierde- en vijfdegraadsvergelijkingen, alsook aan het gerelateerde probleem van de constructie van regelmatige veelhoeken met behulp van passer en liniaal, te beginnen met het voorbeeld van Carl Friedrich Gauss in 1829 dat priemgetallen zoals vijf met de gehele getallen van Gauss wel in priemfactoren ontbonden kunnen worden, Evariste Galois' introductie van permutatiegroepen in 1832, William Rowan Hamiltons ontdekking van de quaternionen in 1843 en Arthur Cayleys modernere definitie van groepen in 1854, richtte het onderzoek zich steeds meer op het bepalen van de eigenschappen van steeds abstractere systemen, die door steeds universelere regels werden gedefinieerd. Noethers belangrijkste bijdragen aan de wiskunde waren aan de ontwikkeling van dit nieuwe terrein, de abstracte algebra.

#### Abstracte algebra en conceptuele wiskunde
Twee van de elementairste objecten in de abstracte algebra zijn groepen en ringen.
De structuren van groepen en ringen zijn zeer algemeen en kunnen op vele reële en abstracte situaties worden toegepast. Elke verzameling met daarop een of twee operaties gedefinieerd die voldoen aan alle regels voor een groep of een ring, gehoorzaamt daarmee aan alle stellingen over groepen of ringen. Gehele getallen, en de operaties van optellen en vermenigvuldigen, zijn slechts een voorbeeld. De elementen kunnen bijvoorbeeld computerdatawoorden zijn, waar de eerste combinerende operatie een exclusieve disjunctie en de tweede een logische conjunctie is. Stellingen uit de abstracte algebra zijn krachtig, omdat zij algemeen zijn; zij besturen een groot aantal systemen. Men zou kunnen denken dat men niet veel te weten kan komen over objecten die met zo weinig eigenschappen zijn gedefinieerd, maar juist daarin lag het geschenk van Noether: om het maximum te ontdekken dat uit een gegeven verzameling van eigenschappen kan worden geconcludeerd, of omgekeerd, de minimale verzameling te identificeren, de essentiële eigenschappen, die verantwoordelijk zijn voor een bepaalde waarneming. Van der Waerden memoreerde in zijn necrologie dat Noether in tegenstelling tot de meeste wiskundigen, die tot abstracties komen door het veralgemenen van bekende voorbeelden, eerder rechtstreeks met de abstracties werkte.

De stelregel waardoor Emmy Noether in haar werk werd geleid, kan als volgt worden geformuleerd: "Alle relaties tussen getallen, functies en operaties worden pas nadat ze zijn geïsoleerd van hun specifieke objecten en als universeel geldende concepten zijn geformuleerd, transparant, algemeen toepasbaar en volledig productief.

Dit is de conceptuele wiskunde, die kenmerkend was voor Noether. Deze stijl van wiskunde werd later door andere wiskundigen overgenomen en kwam na haar dood in nieuwe vormen, zoals de categorietheorie, tot bloei.

### Eerste tijdvak - periode 1908–1919

#### Invariantentheorie
In 1907 promoveerde Noether summa cum laude bij Paul Gordan op haar proefschrift Über die Bildung des Formensystems der ternären biquadratischen Form. Gordan was een vriend van Max Noether en een van de grondleggers van de invariantentheorie, een vakgebied waarin Emmy Noether een vooraanstaande rol zou gaan spelen. Emmy was zijn enige doctoraatstudent. Twee delen van haar proefschrift werden haar eerste twee publicaties. Na haar promotie bleef Noether aan de universiteit van Erlangen werken. Tijdens deze periode in Erlangen deed ze veel onderzoek in de invariantentheorie, met name onder invloed van Gordan, Hilbert en Fischer.
In 1915 loste zij een probleem op van de relativiteitstheorie en toonde zij aan dat elk systeem met continuë symmetrie ook een behouden grootheid kent.

#### Galoistheorie
Galoistheorie heeft betrekking op transformaties van getallenlichamen die de wortels van een vergelijking permuteren.
In 1918 publiceerde Noether een baanbrekend artikel over het inverse Galoisprobleem. In plaats van het bepalen van de Galoisgroep van transformaties van een gegeven veld en haar uitbreidingen, vroeg Noether zich af of het, gegeven een veld en een groep, altijd mogelijk is een uitbreiding van het veld te vinden die de gegeven groep als Galoisgroep heeft. Zij reduceerde deze onderzoeksvraag tot het zogenaamde "probleem van Noether". Hierin wordt gevraagd of het vaste veld van een ondergroep G van de permutatie groep Sn, die op dat veld k(x1, ..., xn) inwerkt altijd een zuiver transcendentale uitbreiding van het veld k is. (Zij maakte voor het eerst van dit probleem melding in haar artikel uit 1913, waar zij het probleem toeschreef aan haar collega Ernst Fischer.) Zij liet zien dat dit het geval is voor n=2, 3 of 4. In 1969 vond R.G. Swan echter een tegenvoorbeeld van het probleem van Noether, met n=47 en G een cyclische groep van orde 47, hoewel deze groep op andere manieren als een Galoisgroep over de rationale getallen kan worden gerealiseerd. Het inverse Galoisprobleem is tot op heden (2012) onopgelost.

#### Stelling van Noether
Noether werd in 1915 door David Hilbert en Felix Klein gevraagd naar Göttingen te komen. Zij hadden haar expertise in de invariantentheorie nodig om hen te helpen bij het begrijpen van de toen gloednieuwe algemene relativiteitstheorie, een meetkundige theorie van de zwaartekracht, die voornamelijk door Albert Einstein was ontwikkeld. Hilbert had opgemerkt dat in de algemene relativiteitstheorie de wet van behoud van energie leek te worden geschonden. Dit was te wijten aan het feit dat de gravitatie-energie op haar beurt ook door de zwaartekracht werd aangetrokken. Noether kwam met de oplossing van deze paradox. In 1915 bewees zij haar eerste stelling van Noether. Hoewel pas in 1918 gepubliceerd, werd deze stelling een fundamenteel instrument voor de moderne theoretische natuurkunde. Noether loste het probleem niet alleen op voor de algemene relativiteitstheorie, maar bepaalde dat "behouden" hoeveelheden voor alle systemen van natuurkundige wetten, die enige continue symmetrie bezitten.
Na ontvangst van haar werk, schreef Einstein aan Hilbert: "Gisteren heb ik van mejuffrouw Noether een zeer interessant artikel over invarianten ontvangen. Ik ben onder de indruk dat zulke dingen op een dergelijke algemene wijze kunnen worden begrepen. De oude garde in Göttingen zou een paar lessen van mejuffrouw Noether moeten nemen. Zij lijkt te weten waar zij het over heeft."
Ter illustratie: Als een natuurkundig systeem zich, ongeacht hoe dit systeem in de ruimte is georiënteerd, hetzelfde gedraagt, zegt men dat de natuurkundige wetten, die deze ruimte besturen rotatiesymmetrisch zijn; de stelling van Noether laat dan zien dat het impulsmoment van het systeem bewaard moet blijven. Het natuurkundige systeem hoeft zelf niet symmetrisch te zijn, een ongelijkvormige asteroïde, die door de ruimte tolt, behoudt zijn impulsmoment ondanks zijn asymmetrie. De symmetrie in de natuurkundige wetten die dit systeem beheersen, is juist verantwoordelijk voor de behoudswet. Een ander voorbeeld: als een natuurkundig experiment dezelfde uitkomst heeft op iedere plaats en tijd, dan zijn zijn natuurwetten symmetrisch onder continue translaties in ruimte en tijd; door de stelling van Noether zijn deze symmetrieën binnen dit systeem verantwoordelijk voor de behoudswetten van respectievelijk impuls en energie.
De stelling van Noether is uitgegroeid tot een fundamenteel instrument binnen de moderne theoretische natuurkunde, zowel als gevolg van het inzicht dat de stelling geeft in de behoudswetten, en ook als een praktische rekenhulp. Haar stelling stelt onderzoekers in staat om de te behouden grootheden te bepalen via de waargenomen symmetrieën van een natuurkundig systeem. Omgekeerd faciliteert de stelling de beschrijving van een natuurkundig systeem, gebaseerd op klassen van de hypothetische natuurwetten. Stel ter illustratie dat er een nieuw natuurkundig verschijnsel is ontdekt. De stelling van Noether biedt een test voor theoretische modellen van dit nieuwe fenomeen: als de theorie een continue symmetrie heeft, dan garandeert de stelling van Noether dat de theorie ook een behouden grootheid heeft, en wil de theorie correct zijn dan moet er een behoudswet kunnen worden waargenomen in experimenten.

### Tweede tijdvak - periode 1920–1926

#### Grondlegster van de abstracte algebra
Noethers voornaamste onderzoek richtte zich echter op de algebra, wat ze met zo'n abstractheid en algemeenheid aanpakte dat ze later de bijnaam 'grondlegger van de moderne abstracte algebra' kreeg. In een artikel uit 1921 bekeek ze een bepaalde ketenvoorwaarde van idealen, wat leidde tot de definitie van Noetherse ringen.
Nadat de Eerste Wereldoorlog in 1918 was afgelopen, was er in Duitsland op politiek en maatschappelijk gebied veel veranderd, wat onder meer inhield dat de positie van vrouwen sterk verbeterd was, met als gevolg dat het voor vrouwen toegestaan was privaatdocent te worden. Ook Emmy Noether kreeg een aanstelling als privaatdocent.
In de loop van de jaren twintig kreeg Noether steeds meer bekendheid binnen de wiskunde en er kwamen dan ook diverse buitenlandse wiskundigen naar Göttingen om haar te bezoeken. Een van hen was Bartel van der Waerden, een 21-jarige Nederlander, die in Amsterdam onder Brouwer had gestudeerd en op diens aanraden in 1924 naar Göttingen ging om colleges bij Noether te volgen. Van der Waerden zou in 1931 zijn beroemde boek Moderne Algebra schrijven, dat grotendeels gebaseerd was op het werk van Noether en enkele van haar collega's, zoals Hilbert en Artin.
In 1925 bracht Noether Kerstmis door in Blaricum in Nederland. Ze ontmoette daar Brouwer en raakte geïnteresseerd in de abstracte topologie. Ze maakte bij een topologische ruimte een rij Abelse groepen, die we nu homologiegroepen noemen. Volgens de Russische topoloog Pavel Aleksandrov, die een jaar later Noethers collega in Göttingen zou worden, reageerde de wiskundige wereld aanvankelijk sceptisch, maar zag al gauw in dat de homologiegroepen veel interessante toepassingen hadden.

#### Stijgende en dalende ketenvoorwaarden
In deze periode werd Noether beroemd door het behendige gebruik dat zij maakte van stijgende of dalende ketenvoorwaarden.
Stijgende en dalende ketenvoorwaarden kunnen heel algemeen geformuleerd worden voor allerlei wiskundige objecten die partieel geordend kunnen worden. Hoewel oppervlakkig bezien niet heel erg krachtig, liet Noether zien hoe zulke condities met maximaal effect kunnen worden ingezet om bijvoorbeeld aan te tonen dat elke verzameling van deelobjecten een maximaal/ minimaal element kent of dat een complex object uit een kleiner aantal elementen kan worden gegenereerd. Dergelijke conclusies zijn vaak cruciale stappen in een bewijs.

#### Commutatieve ringen, idealen, en modulen
Noethers artikel, Idealtheorie in Ringbereichen (Theorie van idealen in ringdomeinen, 1921), is het fundament van de algemene commutatieve ringtheorie en geeft een van de eerste algemene definities van een commutatieve ring. Voor Noethers artikel beperkten de meeste resultaten in de commutatieve algebra zich tot speciale voorbeelden van commutatieve ringen, zoals veeltermringen over velden, ringen of algebraïsche gehele getallen. Noether bewees dat in een ring, die aan de stijgende ketenvoorwaarde op idealen voldoet, elke ideaal eindig is gegenereerd. Om deze eigenschap te beschrijven formuleerde de Franse wiskundige Claude Chevalley in 1943 de term, Noetherse ring. Een belangrijk resultaat in Noethers artikel uit 1921 is verder de stelling van Lasker-Noether. Deze stelling breidt de stelling van Lasker over de primaire decompositie van idealen van veeltermringen uit naar alle Noetherse ringen. De stelling van Lasker-Noether kan worden gezien als een veralgemening van de hoofdstelling van de rekenkunde, waarin gesteld wordt dat ieder positief geheel getal als een product van priemgetallen kan worden uitgedrukt en dat deze decompositie uniek is.
Noethers werk Abstrakter Aufbau der Idealtheorie in algebraischen Zahl- und Funktionenkörpern (Abstracte structuur van de theorie van idealen in algebraïsche getallenlichamen en functievelden, 1927) karakteriseert ringen, waarin de idealen op unieke wijze in priemidealen ontbonden kunnen worden, als Dedekind-domeinen: integraaldomeinen die Noethers, 0 of 1-dimensionaal zijn en die integraal gesloten in hun quotiëntvelden zijn. Dit artikel bevat ook wat nu de isomorfismestellingen worden genoemd. Die beschrijven een aantal fundamentele natuurlijke isomorfismen en een aantal andere fundamentele resultaten ten aanzien van Noetherse en Artiniaanse modulen.

#### Bijdragen aan topologie
Zoals zowel door Pavel Aleksandrov als Hermann Weyl in hun necrologieën werd opgemerkt, illustreren Noethers bijdragen aan de topologie haar edelmoedigheid met ideeën en ook hoe haar inzichten in staat bleken gehele deelgebieden binnen de wiskunde te transformeren. In de topologie bestuderen wiskundigen de eigenschappen van wiskundige objecten die invariant blijven onder vervorming, eigenschappen zoals hun samenhang.
Noether wordt gecrediteerd met de fundamentele ideeën die de ontwikkeling van de algebraïsche topologie uit de eerdere combinatorische topologie inleidden, specifiek het idee van homologiegroepen. Volgens de beschrijving van Aleksandrov volgde Noether in de zomers van 1926 en 1927 colleges bij Heinz Hopf en Aleksandrov. Daar maakte "zij voortdurend opmerkingen, die vaak diep en subtiel waren." Aleksandrov vervolgt met de mededeling:

Toen ... zij voor het eerst bekend raakte met een systematische constructie van de combinatorische topologie, merkte zij meteen op dat het de moeite waard zou zijn om groepen van algebraïsche complexen en cycles van een gegeven veelvlak en de ondergroep van de cyclusgroep, die bestaat uit cycles homoloog aan nul, direct te bestuderen; in plaats van de gebruikelijke definitie van Betti-getallen. Zij stelde onmiddellijk voor om de Betti-groep als complementaire (quotiënt)groep van de groep van alle cycli te definiëren door de ondergroep van cycli die homoloog aan nul zijn. Deze observatie lijkt nu vanzelfsprekend. Maar in die jaren (1925-1928) was dit een geheel nieuw gezichtspunt.

### Derde tijdvak - periode 1927–1935

#### Hypercomplexe getallen en representatietheorie
In de negentiende en vroege twintigste eeuw was er veel werk verricht aan hypercomplexe getallen en groepsrepresentaties. Maar de resultaten waren uiteenlopend. Noether verenigde de resultaten en gaf de eerste algemene representatietheorie van groepen en algebra. In het kort artikel classificeerde zij de structuurtheorie van associatieve algebra's en de representatietheorie van groepen in een enkele rekenkundige theorie van de modulen en idealen in ringen, die voldeed aan oplopende ketenvoorwaarden. Dit enkele werk van Noether was van fundamenteel belang voor de ontwikkeling van de moderne algebra.

#### Noncommutatieve algebra
Noether was ook verantwoordelijk voor een aantal andere ontwikkelingen op het gebied van de abstracte algebra. Samen met Emil Artin, Richard Brauer en Helmut Hasse stond zij aan de basis van de theorie van de centrale enkelvoudige algebra's.
Een baanbrekend artikel van Noether, Helmut Hasse en Richard Brauer had betrekking op delingsalgebra's. Dit zijn algebraïsche systemen waarin deling mogelijk is. Gedrieën bewezen zij twee belangrijke stellingen: een lokale-globale stelling, waarin gesteld wordt dat als een eindig dimensionale centrale delingsalgebra over een getallenlichaam overal lokaal splitst het ook globaal zal splitsen (en dus triviaal is). Hieruit deduceerden zij hun hoofdstelling: elke eindig dimensionale centrale delingsalgebra over een algebraïsch getallenlichaam F splitst over een cyclische cyclotomische uitbreiding.
Deze stellingen stellen ons in staat om alle eindig-dimensionale centrale delingsalgebra's te classificeren in een gegeven getallenlichaam. Een volgend artikel van Noether liet, als een speciaal geval van een meer algemene stelling, zien dat alle deelgebieden van een delingsalgebra D splijtlichamen zijn. Dit artikel bevatte ook de stelling van Skolem-Noether, waarin gesteld wordt dat elke twee inbeddingen van een uitbreiding van een veld k in een eindig dimensionale centrale enkelvoudige algebra over k conjugaat zijn. De stelling van Brauer-Noether geeft een karakterisering van de splijtlichamen van een centrale delingsalgebra over een veld.

## Postume erkenning
In de loop van de jaren zou Noether steeds meer erkenning krijgen voor haar werk als wiskundige, vele wetenschappelijke biografieën zouden over haar verschijnen. Hoewel het feit dat ze een vrouw was haar vaak heeft tegengewerkt, heeft dat haar postuum behoorlijk veel belangstelling opgeleverd.
Zo zei Nobelprijswinnaar Frank Wilczek in 2018 over haar dat de Stelling van Noether een leidraad is geweest voor de natuurkunde van de twinstigste en de eenentwintigste eeuw.

## Werken
- Zur Invariantentheorie der Formen von n Variablen (1911)
- Uber Moduln in nicht-kommutativen Bereichen (1920)
- Idealtheorie in Ringbereichen (1921)
- Hyperkomplexe Grössen und Darstellungstheorie (1929)